# Ducato di Parma e Piacenza
Il Ducato di Parma e Piacenza, dal 1748 Ducato di Parma, Piacenza e Guastalla, fu uno Stato preunitario italiano esistito dal 1545 al 1859, con una pausa dal 1808 al 1814 quando fu annesso al Primo impero francese e trasformato in un dipartimento. Il ducato fu governato dapprima dalla dinastia dei Farnese e, dal 1748, da quella dei Borbone-Parma. Nel 1859 i territori ducali furono incorporati alle Province Unite del Centro Italia e successivamente annessi al Regno di Sardegna tramite il plebiscito del 12 marzo 1860.

## Geografia
Unificati sotto i Farnese i due Ducati di Parma e di Piacenza, il territorio del ducato era composto da varie entità amministrative autonome che, secondo le caratteristiche del regime tardo feudale, mantenevano proprie magistrature e organi in unione personale con il duca sovrano.
Verso la metà del XVIII secolo lo stato era costituito da:
- Stato o ducato di Parma (Parmigiano);
- Val di Taro (Borgo);
- Principato di Bardi;
- Stato o ducato di Piacenza (Piacentino, Borgo San Donnino);
- principato di Soragna;
- marchesato di San Secondo;
- Stato Pallavicino di Busseto e contado d'Aucia;
- Magnifica Università della Val Nure;
- Ducato di Guastalla con Reggiolo e Luzzara, acquistato nel 1748.

Nel 1832 il ducato di Parma e Piacenza era formato da cinque territori amministrativi:
- Parma: Calestano, Ciano, Collecchio, Colorno, Corniglio, Cortile San Martino, Felino, Fornovo, Gattatico, Golese, Langhirano, Lesignano, Lesignano Palmia, Marore, Mezzani, Monchio, Montechiarugolo, Neviano, Parma, Poviglio, Sala, San Donato, San Martino Senzano, San Pancrazio Parmense, Sissa, Traversetolo, Tizzano, Torrile, Tre Casali, Vairo, Vigatto;
- Piacenza: Agazzano, Bettola, Borgonuovo, Borgo San Bernardino, Calendasco, Castel San Giovanni, Caorso, Coli, Farini d'Olmo, Ferriere, Gragnano, Gossolengo, Morfasso, Mortizza, Nibbiano, Pecorara, Piacenza, Pianello, Podenzano, Pomaro, Ponte dell'Olio, Pontenure, Rivalta, Rivergaro, Rottofreno, San Giorgio, Sant'Antonio, Sarmato, Travo, Vicobarone, Vigolzone;
- Borgo San Donnino: Alseno, Besenzone, Borgo San Donnino, Busseto, Cadeo, Carpaneto, Castell'Arquato, Castelvetro, Cortemaggiore, Fiorenzuola, Fontanellato, Fontevivo, Gropparello, Lugagnano, Medesano, Monticelli d'Ongina, Noceto, Pellegrino, Polignano, Polesine, Roccabianca, Salso Maggiore, San Secondo, Soragna, Varano de' Melegari, Vigoleno, Villanova, Zibello;
- Borgotaro: Albareto, Bardi, Bedonia, Berceto, Boccolo, Borgotaro, Compiano, Solignano, Tornolo, Valmozzola, Varsi;
- Guastalla: Guastalla, Luzzara, Reggiolo.

## Il ducato sotto il governo dei Farnese

### L'inizio travagliato

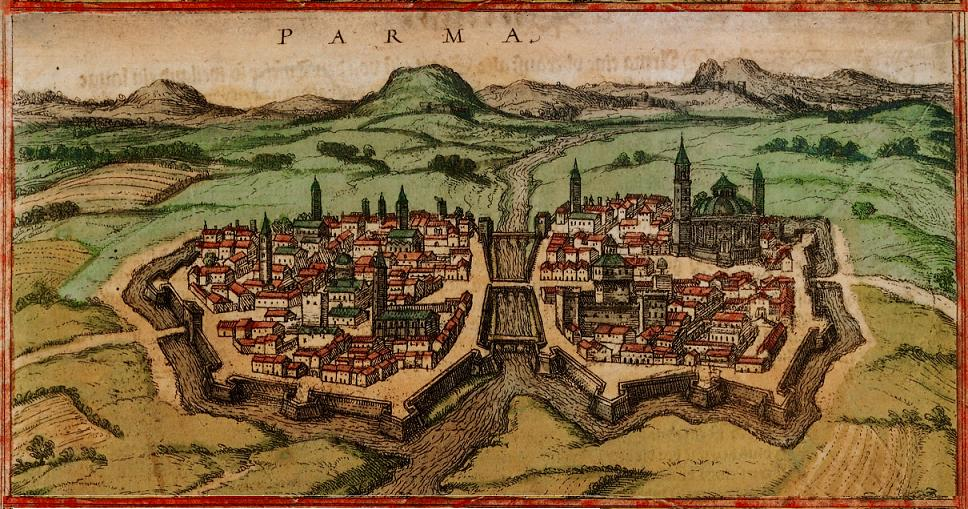
Mappa cinquecentesca della città di Parma, agli inizi del ducato.

Fino al 1521 il territorio di Parma e Piacenza fu parte del ducato di Milano sotto gli Sforza (fino al 1499), quindi sotto la Francia (dal 1499 al 1512), tranne la breve occupazione pontificia fra il 1510-1511. Nel 1512 Massimiliano Sforza riottenne il governo di Milano, ma lo Stato Pontificio annetté i territori a sud del Po fino al 1515, quando la Francia riottenne Milano e tutti i territori del ducato, comprese Parma e Piacenza fino al 1521, quando ritornarono nello Stato Pontificio.
Il 17 agosto 1545 il papa Paolo III creò il ducato di Piacenza e Parma per destinarlo a suo figlio Pier Luigi. A quella data Parma era considerata una città di medie dimensioni con 19.592 abitanti censiti; nel contado invece si contavano 97.123 anime e le 25.502 dello Stato Pallavicino.
Pier Luigi Farnese, preso possesso del suo dominio il 23 settembre del 1545, rimase a Parma un solo mese per poi trasferirsi a Piacenza scegliendola quale capitale e sede della corte. Considerando il merito della formazione del ducato tutto suo, non mostrò alcuna riconoscenza verso il papa e avrebbe anzi trasformato la dipendenza feudale che legava il suo stato alla Santa Sede in vassallaggio imperiale se lo stesso Carlo V non vi si fosse opposto.
I primi provvedimenti a cui pose mano riguardarono l'apertura di numerose scuole (in cui si insegnavano la medicina, il diritto e la letteratura latina e greca), la costruzione di nuove vie di comunicazione per favorire il commercio, la riforma del sistema amministrativo prendendo spunto dal modello milanese e la riforma del sistema giudiziario con princìpi più garantisti (i giudici dovevano motivare gli arresti). Diede forte slancio all'agricoltura abolendo la tassa sul bestiame, riparando strade rurali, ricostruendo o restaurando ponti e migliorando il regime delle acque. Per l'industria e il commercio migliorò le comunicazioni all'interno del ducato e sviluppò il servizio postale. Per riassestare il bilancio assoggettò tutti gli abitanti al pagamento delle tasse e soppresse le esenzioni ingiustificate. A tale scopo ordinò ai preti di censire tutti i parrocchiani dai 10 ai 70 anni d'età: ogni parrocchia elesse tre rappresentanti, uno ricco, uno di modesta fortuna e uno povero, cui fu affidato il compito di censire i beni mobili, immobili e il bestiame di ogni parrocchiano. In questo modo il duca ebbe conoscenza delle ricchezze di ogni abitante e fu così in grado di ripartire equamente le cariche pubbliche e le tasse.

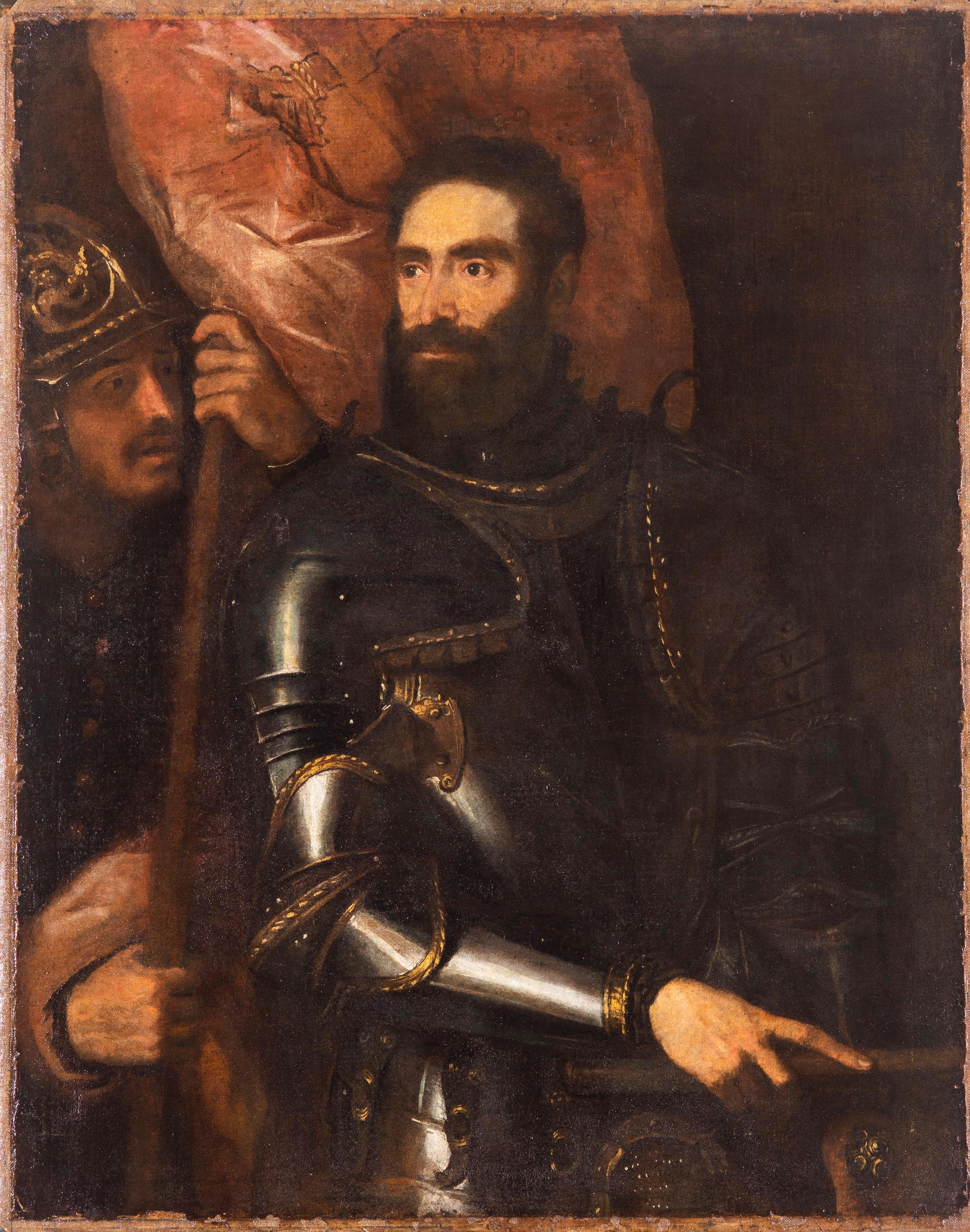
Pier Luigi Farnese, primo duca di Parma e Piacenza, in un ritratto di Tiziano (Museo di Capodimonte - Napoli).

Per garantire la sicurezza dello Stato, Pier Luigi Farnese creò delle legioni composte da cinque compagnie di 200 fanti ciascuna e una guardia personale. Sapeva bene, infatti, che i nobili lo odiavano, ma anche la borghesia e il popolo non lo avevano molto in simpatia; perciò, per avere un controllo più saldo della situazione, decise che chiunque possedeva una rendita superiore a 200 scudi avrebbe dovuto risiedere in città, pena la perdita dei beni. Tutte queste precauzioni non erano inutili perché Carlo V, che nel frattempo aveva assunto posizioni ostili al papa, non aveva gradito la cessione del ducato al Farnese.
A causa di questa rottura, inoltre, erano ricominciate a formarsi le fazioni guelfa con il papa, la Francia, Venezia, Parma e Ferrara e quella ghibellina con l'imperatore, la Spagna, Genova, i Medici e i Gonzaga. Fu proprio Ferrante I Gonzaga, conosciuto come Don Ferrante, governatore di Milano, che, avendo appreso che l'imperatore voleva appropriarsi del ducato di Parma e Piacenza alla morte del papa, decise di colpire i Farnese verso cui covava un odio mortale.
Gonzaga incominciò a far spiare Pier Luigi e a mandare rapporti continui a Madrid e a Carlo V mentre Pier Luigi, da parte sua, consapevole che, alla morte del padre la bufera si sarebbe abbattuta su di lui, non rimase con le mani in mano: il 4 giugno 1547 fece sposare la figlia Vittoria con il duca di Urbino, Guidobaldo II della Rovere; alla fine dello stesso mese stipulò il contratto di fidanzamento tra il figlio Orazio e la figlia del re di Francia, Enrico II, Diana; e continuò alacremente i lavori di fortificazione del suo ducato. Carlo V, preoccupato per il procedere dei lavori a Parma, si convinse a lasciare mano libera a Don Ferrante per organizzare una congiura contro il duca e Don Ferrante sperava anche di poter contare sull'appoggio della ricca famiglia dei nobili Cantadori, molto potente in città, ma non ricevette l'aiuto sperato. Già il marchese Pallavicini di Cortemaggiore, fuoriuscito a Crema, aveva offerto il suo braccio e quello dei suoi amici al Gonzaga, ma questi rifiutò perché costui era sotto la stretta sorveglianza delle spie dei Farnese. Preferì invece affidarsi al suo lontano parente Luigi Gonzaga, signore di Castiglione, e al di lui cognato conte Giovanni Anguissola, governatore di Como, che si impegnò a trovare altri congiurati tra la nobiltà parmense. L'Anguissola riuscì a convincere il conte Agostino Landi, il marchese Giovan Luigi Confalonieri e i marchesi Girolamo e Alessandro Pallavicini.

### L'occupazione spagnola e la restaurazione dei Farnese

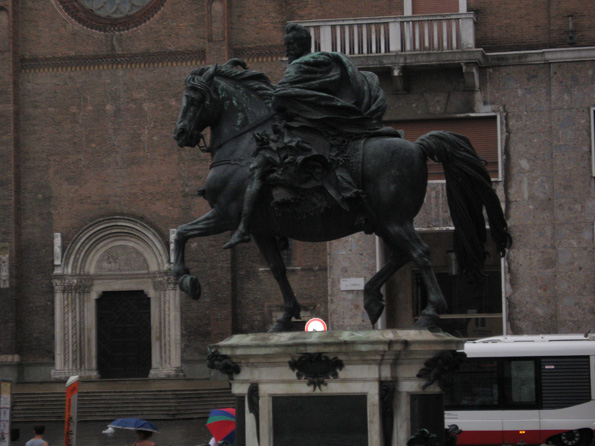
Statua equestre di Alessandro Farnese a Piacenza.

Dopo la morte del figlio, il papa riunì il concistoro e accusò Don Ferrante della sua morte, ridicolizzando le motivazioni che adduceva per l'occupazione di Piacenza.
Dopo la morte del duca infatti, Piacenza fu occupata dalle truppe dell'Imperatore Carlo V sotto la guida del Gonzaga che incominciò a marciare su Parma con il pretesto che anche questa città doveva sottomettersi al ducato di Milano, arrivando a impossessarsi di tutti i territori a ovest del fiume Taro dopo una guerra durata cinque anni. Nel frattempo il figlio di Pier Luigi, Ottavio veniva acclamato duca dagli anziani e dal popolo.
In questa situazione di stallo, Ottavio dovette far fronte dapprima al rifiuto di Carlo V di rendere i territori occupati e in seguito ai rimproveri del nonno Paolo III il quale, ormai convinto che il ducato fosse prossimo alla fine, inviò truppe della Chiesa per invadere Parma ingiungendo al nipote di tornare a Roma rinunciando al potere. Il bellicoso Ottavio reagì duramente e non accettò di piegarsi alla volontà del Gonzaga, dell'Imperatore e del Papa stesso, rifugiandosi nel castello di Torrechiara, a pochi chilometri dalla città occupata. Con la morte di Paolo III, un altro membro della famiglia Farnese favorevole al mantenimento del ducato, l'influente cardinale Alessandro, riuscì nell'impresa di far eleggere Giulio III, che per riconoscenza ordinò alle truppe di liberare Parma, riconoscendone nel 1550 la reggenza a Ottavio.
Il ducato era salvo ma Piacenza e molti territori erano ancora sotto il dominio di Carlo V e di Don Ferrante Gonzaga che non volevano accettare il nuovo status quo a loro sfavore. Per riunire tutti i territori del ducato, la famiglia Farnese cambiò strategia nel 1551, stringendo un'alleanza con il re di Francia Enrico II il quale si impegnava ad aiutare il duca Ottavio con truppe e finanze.
Fu l'inizio di un'altra guerra, che durò fino alla tarda primavera del 1552 causando prostrazione e carestie alle popolazioni, ma che non produsse alcun risultato per le due parti belligeranti. Nemmeno l'elezione avvenuta nel 1555 di un nuovo papa, Paolo IV, favorevole alla riunificazione del ducato servì allo scopo. Con l'avvento del nuovo sovrano spagnolo, Filippo II, figlio di Carlo V, le cose incominciarono a cambiare e i Farnese capirono che solamente un'alleanza con la Spagna poteva risolvere la questione territoriale.
Il cambio strategico di alleanze si concretizzò il 15 settembre 1556, Ottavio firmò la pace di Gand tornando in possesso di tutti i territori precedentemente perduti, il ducato era di nuovo riunito e la capitale trasferita definitivamente a Parma, ma nelle clausole il duca si impegnava a consegnare, quasi come ostaggio, il suo unico figlio Alessandro, alla corte di Spagna.

### Il consolidamento del ducato

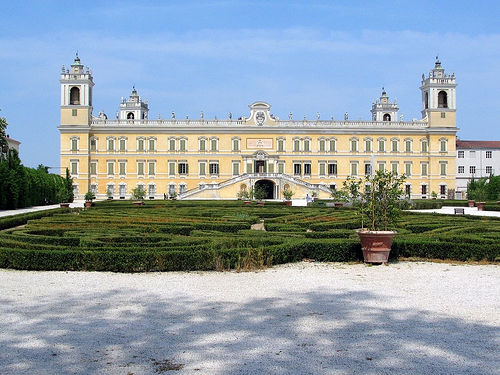
La reggia di Colorno, costruita agli inizi del XVIII secolo dal duca Francesco Farnese sui resti della rocca di Colorno. Maria Luigia d'Austria ne fece una delle sue residenze preferite aggiungendo un ampio giardino alla francese.

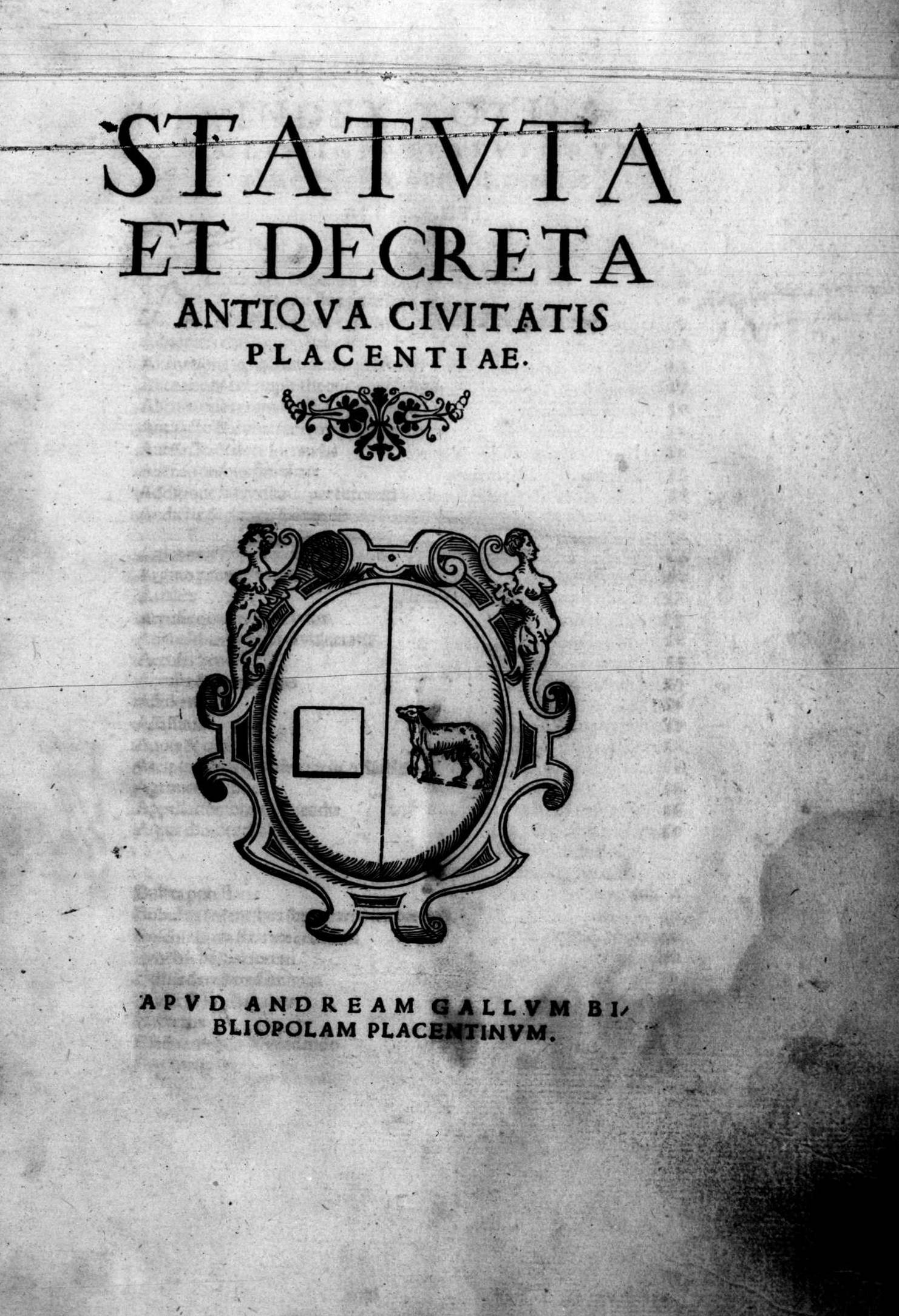
Statuti e decreti di Piacenza (Statuta et decreta antiqua civitatis Placentiae), 1560

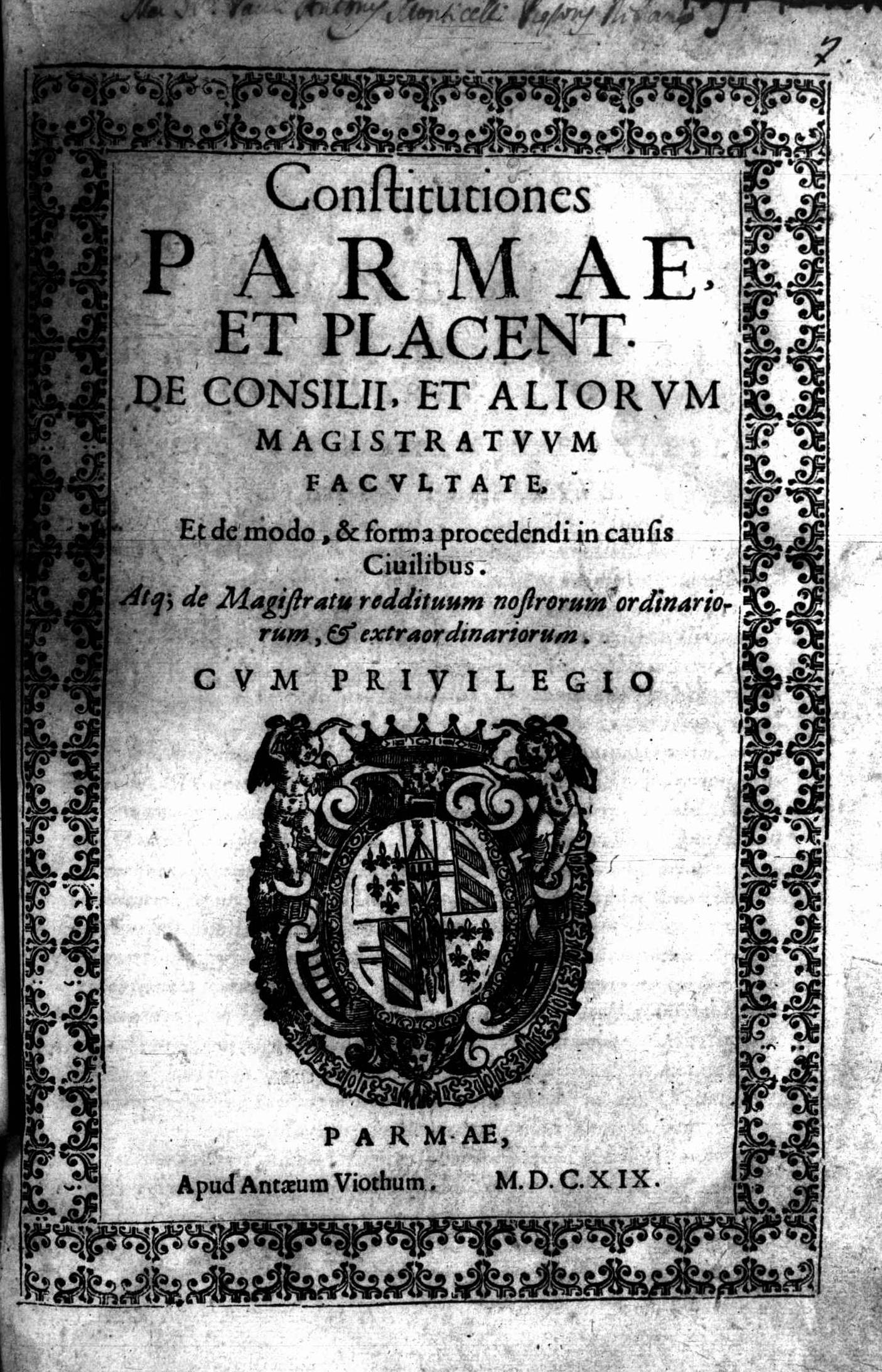
Le costituzioni di Parma e Piacenza (Constitutiones Parmae et Placentiae), 1619

Ottavio si sforzò di rendere prospero il ducato, di accattivarsi la benevolenza del popolo applicando le sagge misure già prese dal padre e di blandire la nobiltà locale usando più moderazione di Pier Luigi: seppe consolidare il ducato promuovendone l'economia e gli scambi finanziari, commerciali e culturali, diede inizio all'espansione territoriale con l'annessione di alcuni feudi. Nel 1573 il numero degli abitanti della nuova capitale era notevolmente aumentato raggiungendo i 26.000.
Alessandro, succedendo alla guida del ducato, proseguì l'indirizzo paterno e valorizzò anche l'inclinazione della madre Margherita d'Austria per Piacenza, cui fu attribuito un ruolo internazionale con lo spostamento da Besançon delle fiere annuali, che rappresentavano il primo luogo di negoziazione finanziaria internazionale; ma - poiché il Re di Spagna non voleva privarsi dell'abile e valoroso generale - Alessandro fu costretto da Filippo II a nominare reggente il figlio diciassettenne Ranuccio (1569-1622).
Alessandro morì lontano da Parma, il 3 dicembre 1592 per la gangrena provocata da una palla di archibugio durante l'assedio a Can de Bec, un anno prima della scomparsa ordinò la costruzione della fortezza della Cittadella con lo scopo di affermare il potere della famiglia ma anche per fornire lavoro a una manovalanza di 2.500 persone composta per lo più dalle fasce povere della popolazione cittadina. Ranuccio I, appassionato di arti e musica, rende la corte ducale la prima in Italia nelle arti musicali.
La città si arricchisce di monumenti unici, quali il Palazzo della Pilotta e il Teatro Farnese, viene varata una legislazione moderna, che resero Parma un centro d'eccellenza sia nello stile di vita, sia come modello architettonico, elevandola quale capitale culturale allo stesso livello di Londra e Parigi. Il suo governo si macchiò della pubblica esecuzione di oltre 100 cittadini parmensi accusati da aver cospirato contro di lui. Nel 1628, alla morte di Ranuccio I il ducato viene trasmesso al figlio legittimo appena sedicenne Odoardo il quale l'11 ottobre dello stesso anno sposa a Firenze la quindicenne Margherita de' Medici, figlia del granduca di Toscana Cosimo II de' Medici.
Furono anni difficili per il ducato, oltre alla terribile peste del 1630 che decimò la popolazione, il nuovo duca manteneva un esercito di 6.000 fanti e per finanziarlo costringeva i suoi sudditi a forti privazioni arrivando a indebitarsi con banchieri e mercanti. Nonostante le forti spese sostenute, la sua prima campagna fu negativa: Piacenza fu occupata dalle truppe spagnole, le sue truppe furono sbaragliate in territorio parmense da Francesco I d'Este e il duca costretto a firmare un trattato di pace con la Spagna che, una volta sciolta l'alleanza con la Francia avrebbe sgomberato Piacenza.
Alla sua morte, avvenuta a Piacenza l'11 settembre 1646 all'età di 34 anni, il ducato passò al figlio Ranuccio II e per due anni la reggenza fu assicurata dalla moglie Margherita de' Medici e dallo zio cardinale Francesco Maria Farnese, fino al compimento del diciottesimo anno. Nel 1691 il ducato di Parma fu invaso dalle truppe imperiali, e depredato, dai quattromila soldati giunti nel parmense con donne e bambini; non solo il loro mantenimento ricadde sui sudditi, ma stupri, soprusi e violenze si succedettero senza tregua. Ranuccio II fece molte opere per migliorare la situazione dei suoi sudditi, ma il contrasto tra la spensierata vita di corte e le casse dell'erario era veramente notevole e per mantenere tutti i personaggi che ruotavano alla corte di Parma, il duca fu costretto a tassare ogni cosa, evitando, però, di toccare le rendite ecclesiastiche. Durante il suo regno Ranuccio II acquistò dipinti e volumi preziosi, trasferì a Parma la maggior parte delle opere appartenenti alle collezioni di famiglia conservate nelle residenze romane e nel 1688 venne inaugurato il nuovo Teatro Ducale. Ranuccio II ebbe un figlio destinato a succedergli, Odoardo, che premorì al padre e pertanto non governò mai il ducato.
Tre anni prima del decesso, grazie alla mediazione dell'ambasciatore conte Fabio Perletti, Odoardo aveva sposato Dorotea Sofia di Neuburg, dalla quale aveva avuto due figli: Alessandro, morto a soli otto mesi ed Elisabetta. L'11 dicembre 1694, alla morte improvvisa di Ranuccio II, il ducato passò quindi nelle mani dell'appena sedicenne secondogenito Francesco, che sposò la vedova di suo fratello Dorotea.

### Il Governo di Francesco Farnese

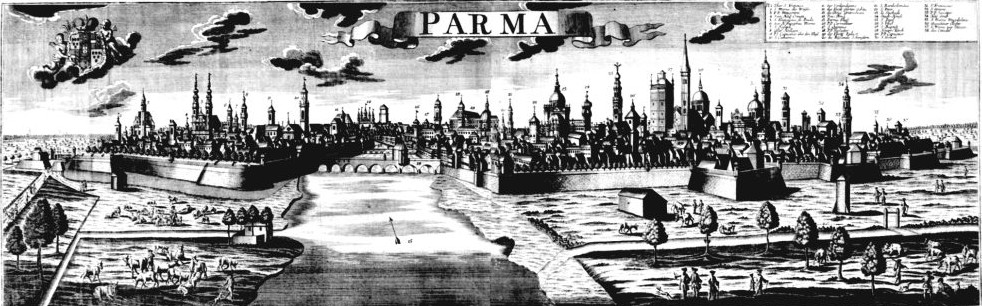
Parma agli inizi del XVIII secolo.

L'opera di Francesco riportò a pieno titolo i Farnese nel centro della grande politica. Avendo ereditato una situazione finanziaria disastrosa, per cercare di sanarla tagliò tutte le spese inutili della corte licenziando gran parte della servitù, dei musici, dei buffoni e nani. Abolì inoltre spettacoli, feste di corte e banchetti. Per ottemperare alle clausole del Trattato di Torino e del Trattato di Vigevano del 1696 il ducato fu costretto al mantenimento delle truppe tedesche acquartierate nelle sue piazzeforti e quando nel 1702 il principe Eugenio di Savoia, al comando delle truppe imperiali, invade il ducato, Francesco è costretto a chiedere aiuto al papa Clemente XI, il quale invia truppe a occupare Parma e Piacenza. Per il ducato fu comunque un periodo illuminato, oltre a cercare la pace a tutti i costi, Francesco favorì l'annona e distribuì più equamente il carico fiscale.
Venne costruita un'opera idraulica per difendere la città di Piacenza dall'erosione del Po, si favorì l'ampliamento dell'Università di Parma e del Collegio dei Nobili, incoraggiando lo studio del diritto pubblico, della storia, delle lingue e della geografia. Artisti, letterati, musicisti e drammaturghi godevano della protezione della Corte. Nel 1712 incominciarono i lavori di ristrutturazione della rocca di Colorno, terminati nel 1730.

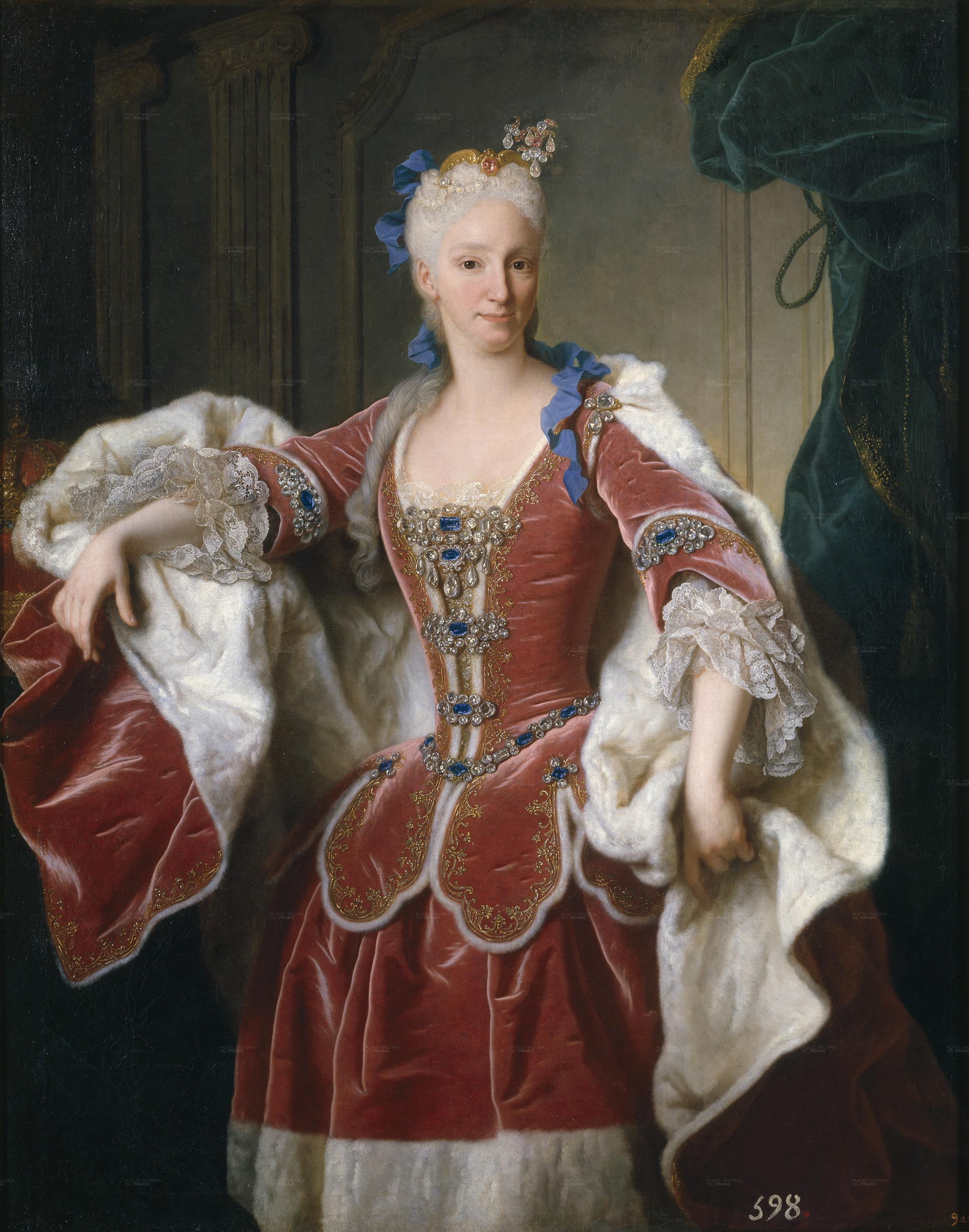
Elisabetta Farnese, regina di Spagna.

Nel 1714 il ducato conseguì un importante successo diplomatico quando Francesco, grazie agli uffici del suo ambasciatore in Spagna Giulio Alberoni, riuscì a dare in moglie sua nipote Elisabetta al re Filippo V di Borbone, divenuto in quell'anno vedovo di Maria Luisa di Savoia. In seguito, attraverso la regina Elisabetta e Alberoni, il duca acquisì influenza presso la corte spagnola e incoraggiò un intervento militare di Filippo V in Italia contro l'Austria, che con il trattato di Utrecht aveva sostituito la Spagna come potenza egemone della penisola.
Le successive invasioni spagnole della Sardegna (1717) e della Sicilia (1718) determinarono lo scoppio di un conflitto europeo, la guerra della Quadruplice Alleanza, in cui la Spagna fu sconfitta. Caduto in disgrazia, Alberoni fu esiliato, mentre negli anni successivi la capacità di Elisabetta di determinare la politica estera spagnola aumentò notevolmente, ponendo il ducato farnesiano al centro della scena europea.
Poiché il matrimonio tra suo zio Francesco e sua madre Dorotea era sterile, Elisabetta incominciò trattative diplomatiche con le potenze europee per assicurare la successione del ducato al suo primogenito Carlo di Borbone, a cui il trono di Spagna sembrava precluso dalla presenza dei figli di primo letto di Filippo V, e che avrebbe dovuto ereditare anche il Granducato di Toscana in caso di estinzione dei Medici. La prospettiva di tramandare Parma a un principe di sangue reale era auspicata dallo stesso Francesco, che a questo scopo non favorì in alcun modo il matrimonio del fratello minore Antonio.

### La fine della dinastia

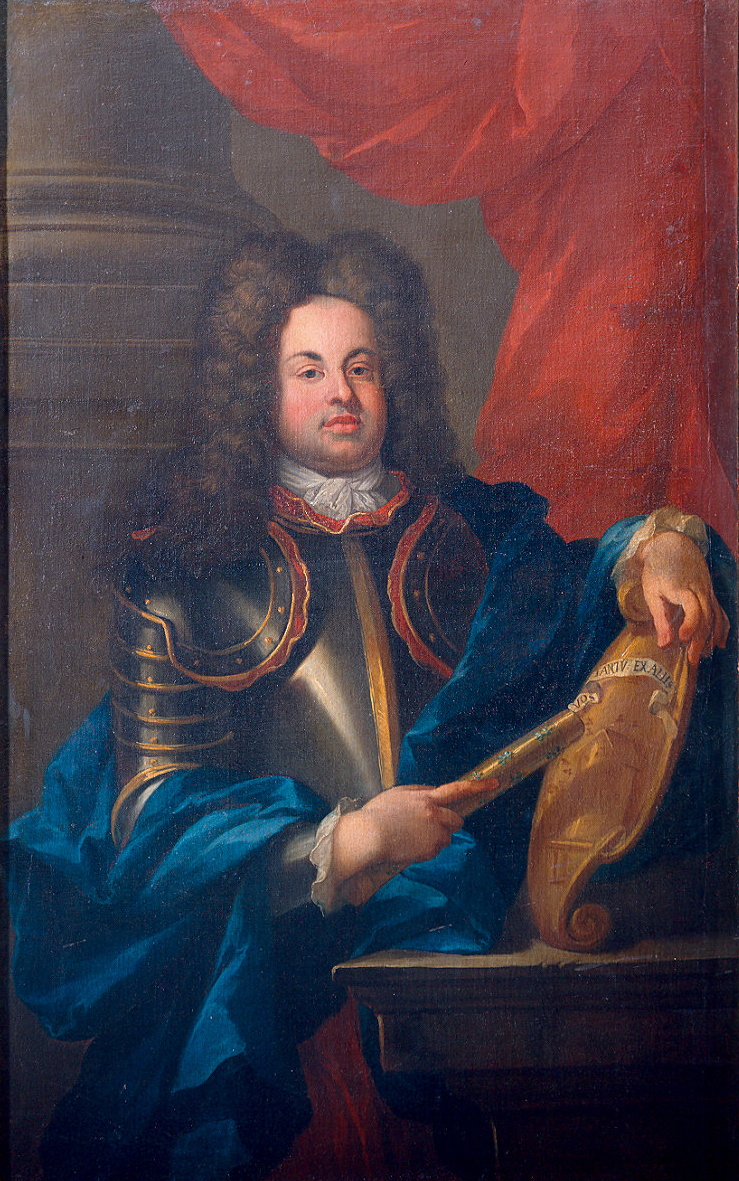
Antonio Farnese, ultimo duca della dinastia.

Poiché Francesco non ebbe eredi, alla sua morte, il 26 febbraio 1727, il ducato passò al fratello Antonio che, quarantottenne e
mondano, si trovò improvvisamente catapultato al centro della scena. Il suo fu un governo di breve durata, appena quattro anni; tra i provvedimenti dell'ultimo Farnese si notano: incentivi alle piantagioni di gelso al fine di potenziare l'industria della seta e sovvenzioni per l'apicoltura oltre che la ripresa della Fiera delle Mercanzie di Piacenza. Con Antonio, morto senza prole legittima, si chiuse la dinastia dei Farnese: governarono il ducato dal 1545 fino al 1731, la loro magnificenza favorì la progettazione e la realizzazione di opere architettoniche che trasformeranno Parma da capitale di un piccolo ducato nato dal nepotismo papale a capitale di respiro italiano.

## Il ducato tra le Guerre di Successione
Nel 1731 il duca Antonio Farnese morì senza lasciare discendenti. Il trattato di Londra del 2 agosto 1718 aveva previsto di assicurare a Don Carlo di Borbone (Carlo III), infante di Spagna, la successione del ducato. Carlo infatti era figlio di Elisabetta, la nipote di Antonio Farnese e dal 1714 moglie del re di Spagna, Filippo V di Spagna. La reggenza passò a Dorotea Sofia di Neuburg che ne assunse il potere in nome di Don Carlo. Con Elisabetta Farnese il ducato fu quindi trasmesso direttamente ai Borbone e il 9 ottobre 1732 il nuovo duca Don Carlo di Borbone entrò in Parma. Fu un regno di breve durata, con la conquista del Regno di Napoli nel 1734, Carlo I cedette nel 1736 il ducato all'imperatore Carlo VI d'Asburgo, per effetto dei preliminari di pace stipulati durante gli accordi di Vienna, senza prima dimenticarsi di spogliare Parma e Piacenza di tutte le raccolte di famiglia conservate nei palazzi per portarle con lui a Napoli.

### Intermezzo asburgico
Con Carlo VI d'Asburgo, il ducato passa quindi per la prima volta nelle mani degli Asburgo che di fatto posero il ducato alle dipendenze di Milano. Alla morte dell'imperatore Carlo VI, il ducato venne retto dalla figlia, Maria Teresa d'Asburgo, che governò come duchessa regnante fino alla conclusione della Guerra di successione austriaca.

### Il secondo periodo borbonico

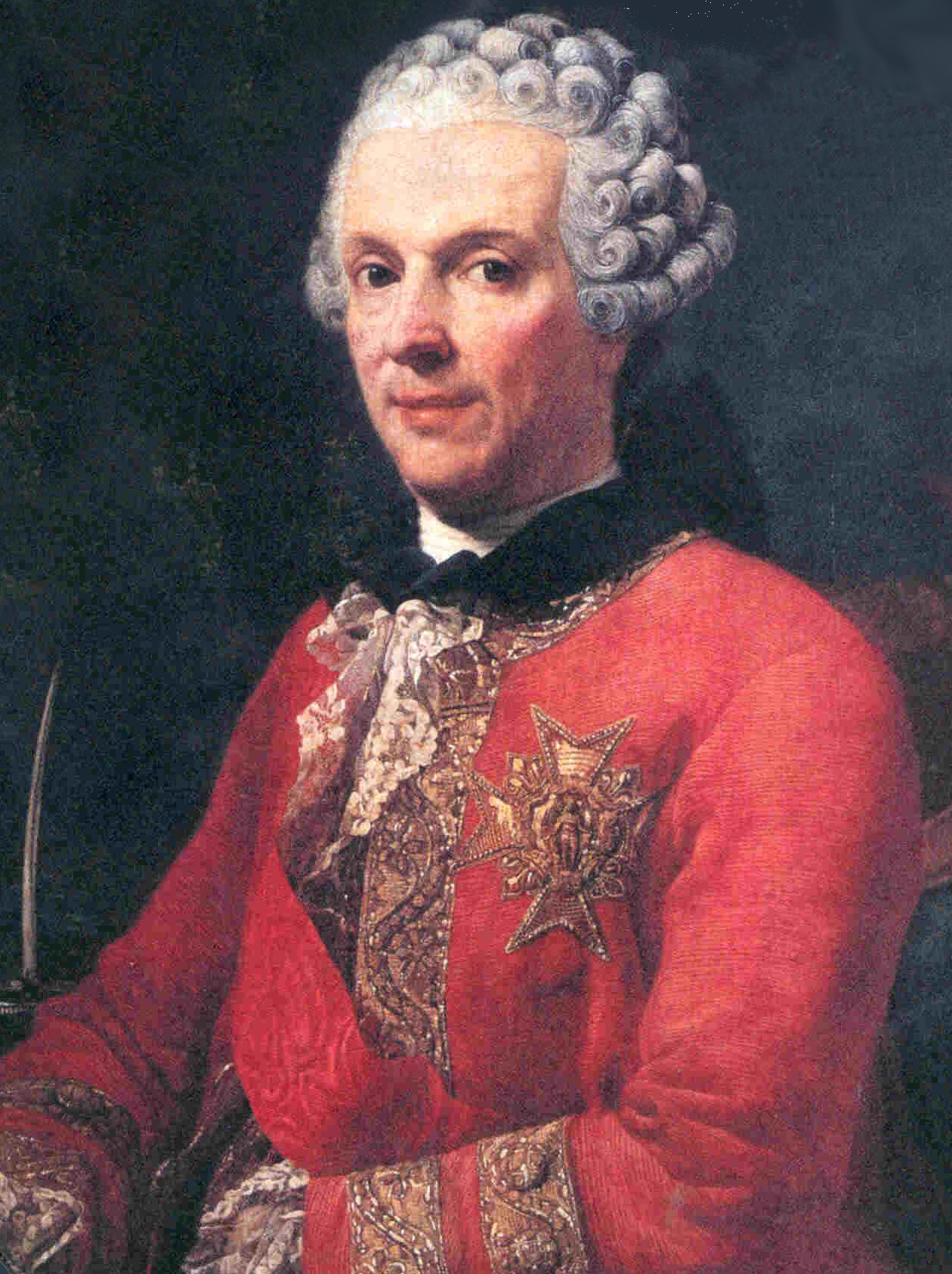
Léon Guillaume du Tillot, Ministro del ducato. Grazie a lui nacquero l'Accademia delle Belle Arti, il Museo d'antichità, la Stamperia reale, il giornale Gazzetta di Parma. Si circondò di intellettuali e di artisti.

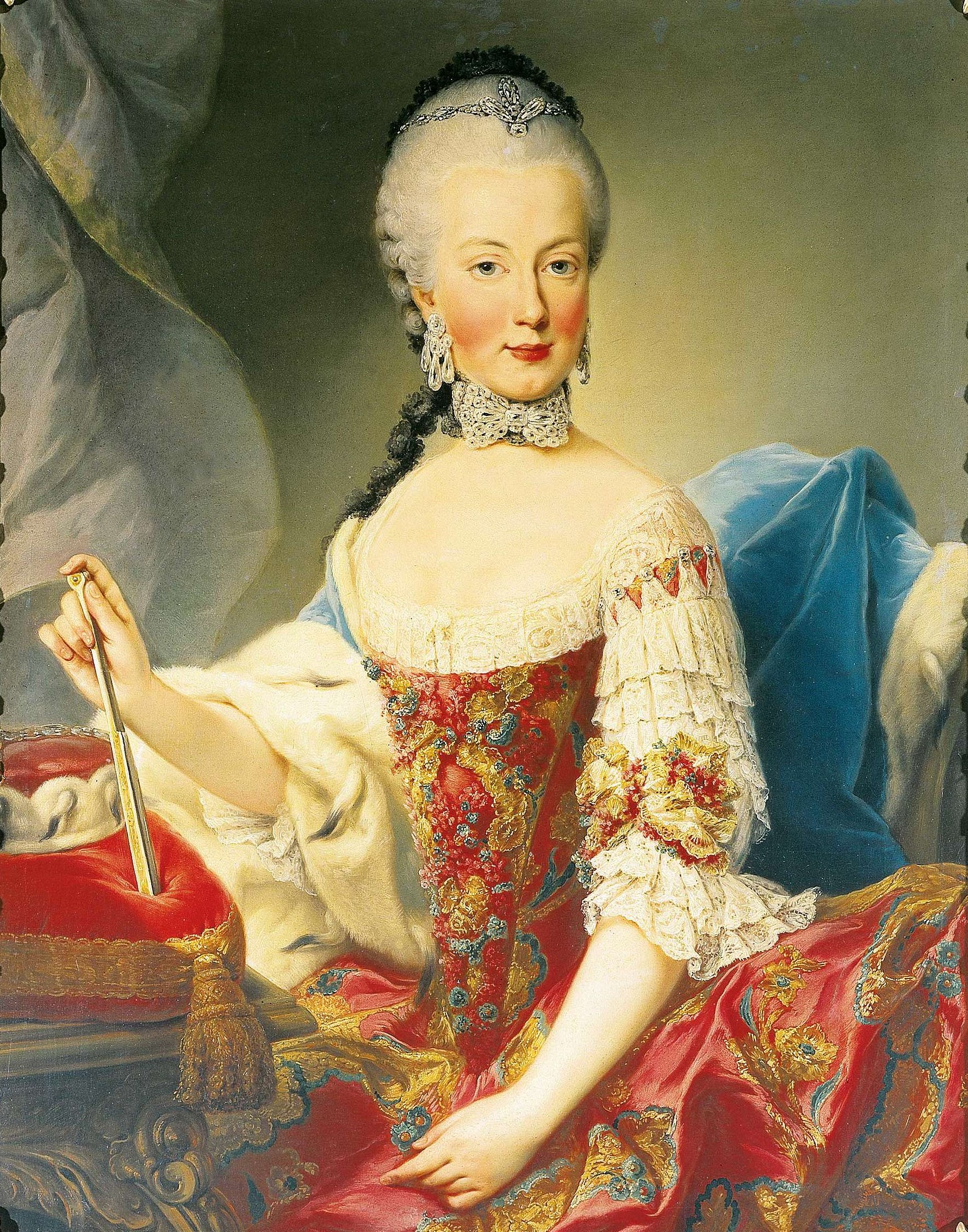
Maria Amalia d'Austria, duchessa di Parma. Fin dal suo arrivo nel ducato italiano entrò in aperto contrasto con Du Tillot. Alla fine, grazie alla sua influenza sul debole marito, riuscì a farlo destituire e a diventare la vera governante di Parma.

Nel 1748, con il Trattato di Aquisgrana, i ducati di Parma e Piacenza, con annessa Guastalla, vengono dati a don Filippo di Borbone, Filippo I, fratello di don Carlo di Borbone, che già aveva governato il ducato dal 26 febbraio 1731 al 1735. Questo periodo borbonico fu caratterizzato da una forte presenza in città di artisti, artigiani e uomini di cultura che rendono Parma una città internazionale e multilingue. Viene soppresso il Tribunale della Inquisizione e molti beni appartenenti al clero sono assegnati a istituti di beneficenza e di istruzione pubblica. La città conta in questi anni il più grande numero di abbonati all'Encyclopédie di Diderot e d'Alembert dopo Parigi e 4.000 abitanti, su una popolazione complessiva di 40.000, sono francesi. L'illuminato ministro borbonico Guillaume du Tillot affida all'architetto Ennemond Alexandre Petitot il compito di intervenire sull'intero tessuto urbano con una volontà rappresentativa che puntava a Parma quale mito di una nuova Atene d'Italia. Nel 1765 alla morte del Duca Filippo I succederà, appena quattordicenne, il secondo (e unico maschio) figlio, Ferdinando I, che muterà la politica filofrancese del padre rivolgendosi verso Vienna, dove regnava la suocera e poi i potenti cognati. Il 19 luglio 1769, Ferdinando si era sposato con Maria Amalia l'ottava figlia di Maria Teresa d'Austria e dell'imperatore Francesco I, che in questo modo mantenevano una componente influente della famiglia asburgica alla corte ducale. Maria Amalia cominciò a interferire con la politica, inizialmente con l'appoggio e i consigli della madre, che pensava che la figlia dovesse prendere parte attiva alla politica parmense, ma solo per aiutare Ferdinando. La duchessa però seguì le direttive della madre portandole agli estremi, e la corte di Parma divenne una ridicola esagerazione di quella viennese. Maria Teresa convinse le corti reali di Francia e Spagna a dare supporto finanziario e aiuto politico alla corte di Parma, ma criticò l'operato del Du Tillot, costringendolo prima agli arresti domiciliari a Colorno (dove risiedeva) e poi alla fuga il 19 novembre del 1771 verso la Spagna, dove il brillante ministro caduto in disgrazia si ritirò, per poi tornare nella sua cara Francia, dove morì nel 1774. Il ministro Du Tillot fu sostituito dallo spagnolo Jose de Llano nel ruolo di primo ministro del ducato.

### Il periodo napoleonico

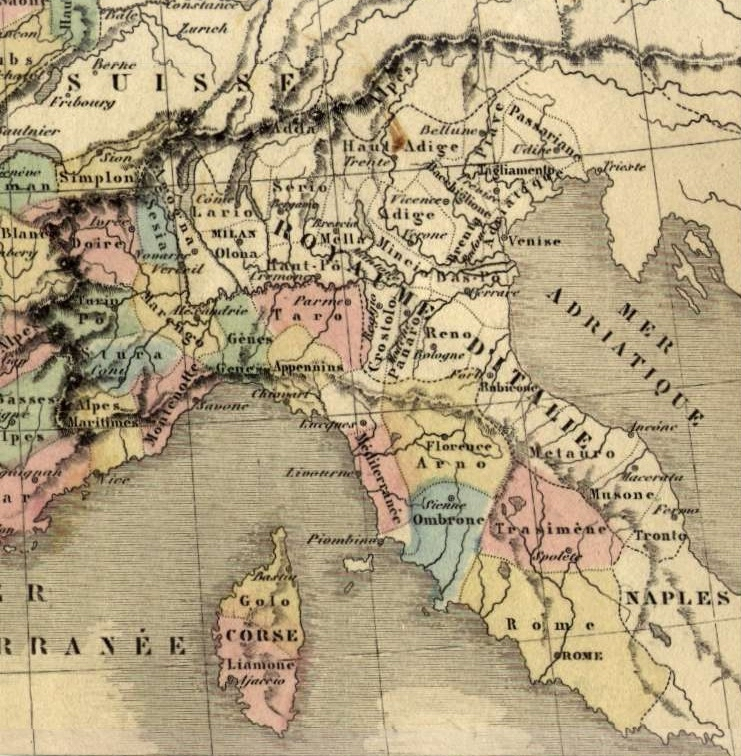
Il dipartimento del Taro (in rosa al centro dell'immagine).

Il 1796 segnò la conquista napoleonica del ducato, con la casata borbonica mantenuta provvisoriamente sul trono solo come paravento alle pesanti spoliazioni transalpine ma sempre più mal tollerata dai repubblicani. Il 21 marzo 1801 con il Trattato di Aranjuez, Napoleone Bonaparte ottenne dalla Spagna borbonica, l'annessione del ducato di Parma e della Louisiana alla Francia (come concordato con il trattato di San Ildefonso del 1800), mentre il figlio di Ferdinando I di Parma il principe Ludovico avrebbe ottenuto il Regno di Etruria appena sottratto agli Asburgo. Sennonché di tutti questi scambi nessuno chiese l’autorizzazione al duca in carica, che divenne uno scomodo ingombro perché dalla loro parte i francesi pagarono subito la loro parte insediando Ludovico sul trono a Firenze. Dopo un tentativo di omicidio sventato dal suo cane che morì avvelenato al suo posto, Ferdinando defunse in circostanze sospette nell’ottobre del 1802. Sua moglie Maria Amalia d'Asburgo-Lorena, dimostrando scarso realismo politico, si illuse di installare una reggenza, ma venne subito arrestata ed esiliata dai francesi.

#### Amministrazione generale degli Stati parmensi
L'Amministrazione generale degli Stati parmensi instaurata da Napoleone in un primo momento mantenne in carica le autorità locali vigenti. Il nuovo governo produsse riforme importanti, sviluppando l'industria, l'agricoltura e il commercio, e venne affidato in un primo momento a Médéric Louis Élie Moreau de Saint-Méry, che protesse le scienze, le arti e le lettere. Moreau de Saint-Méry venne in seguito destituito da Napoleone per non aver represso subito, con fermezza, la rivolta della Val di Nure. Il nuovo prefetto Nardon, con decreto del 20 marzo 1806, divise il territorio in tredici mairies (comuni), nominando Stefano Sanvitale primo sindaco di Parma. Nel 1808 gli Stati parmensi, con l'esclusione del guastallese, divennero il Dipartimento del Taro e parte integrante dello Stato francese. Il 13 febbraio del 1814 il generale Laval Nugent von Westmeath occupò Parma in nome degli austriaci, cacciando i francesi i quali, dopo un'effimera riconquista della città (2-9 marzo 1814), abbandonarono definitivamente gli ex ducati borbonici.

## Il XIX secolo

### Il secondo periodo asburgico

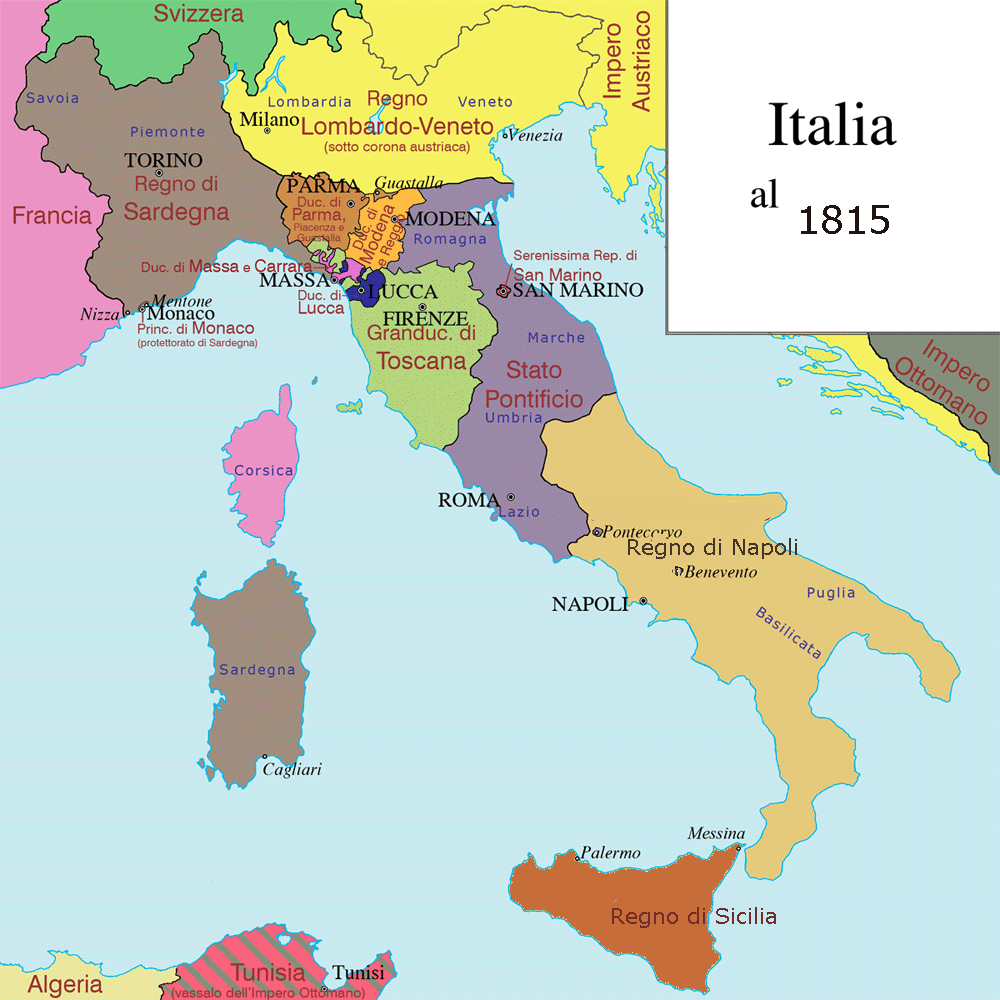
Il Congresso di Vienna (1815) ridisegnò la carta dell'Italia. Venne ristabilito il ducato di Parma e Piacenza.

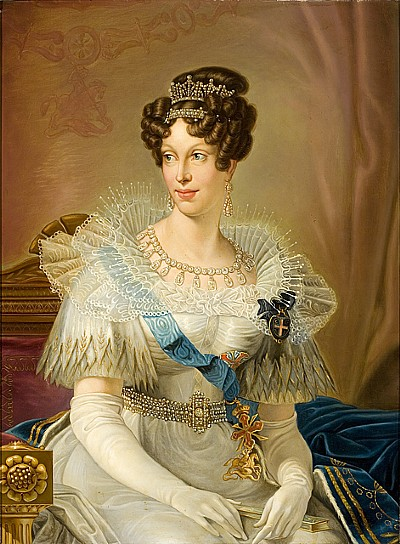
La duchessa Maria Luigia d'Austria.

Le misure stabilite dal trattato di Fontainebleau dell'11 aprile 1814, confermate dal Congresso di Vienna, restaurano il ducato come Ducato di Parma, Piacenza e Guastalla sotto la protezione dell'Austria, affidandolo, in seguito all'abdicazione di Napoleone, a sua moglie, Maria Luigia d'Austria, figlia dell'imperatore Francesco I.
(Art.5 del Trattato di Fontainebleau dell'11 aprile 1814)
Contrariamente a quanto stabilito a Fontainebleau, a Vienna la successione del ducato è sospesa a profitto dei Borbone di Parma, escludendo il figlio di Maria Luigia e Napoleone, il re di Roma.
Francesco I d'Asburgo, padre della nuova sovrana, affida momentaneamente le sorti del ducato a un nobile irlandese di appena trent'anni, Filippo Francesco Magawly Cerati, che nel luglio 1814 assunse il pieno potere con il compito di preparare l'amministrazione ducale. Il conte Magawly Cerati governa con saggezza, riuscendo a mantenere le conquiste civili ottenute con la precedente amministrazione francese e contribuendo con la sua opera alla realizzazione di quello che più tardi si concretizzò con il Codice Civile promulgato da Maria Luigia. Nel contempo riesce a far rientrare a Parma i capolavori trafugati da Napoleone e ad avviare la costruzione del ponte sul Taro.
Maria Luigia entrò nella capitale ducale attraversando a piedi il ponte di barche, lungo 363 metri, posto sul Po a Casalmaggiore. Dopo aver sostato a Colorno, il giorno seguente il suono delle campane di tutte le chiese di Parma annunciò l'arrivo della sovrana. La nuova duchessa depose il conte irlandese per sostituirlo con il proprio amante, divenuto in seguito il marito morganatico, il conte Adam von Neipperg. La sovrana diede impulso alla costruzione di numerose opere, inaugurò i ponti sui fiumi Taro e Trebbia, fece costruire il cimitero della Villetta, restaurare l'Università che Napoleone aveva retrocesso al ruolo più modesto di Accademia, inaugurò il Teatro Ducale e istituì il Conservatorio.
Fin dall'inizio del suo governo dimostrò di essere una sovrana illuminata e sotto la sua reggenza, nel 1820, venne pubblicato il Codice Civile per gli Stati Parmensi, di grande importanza per la storia del diritto italiano. Si interessò subito, in modo molto attento, della prevenzione e della lotta alle epidemie, con una serie di regolamenti del 4 marzo 1817 che dovevano servire a contrastare un'epidemia di tifo e provvedette di persona al fabbisogno di poveri, indigenti e ammalati.

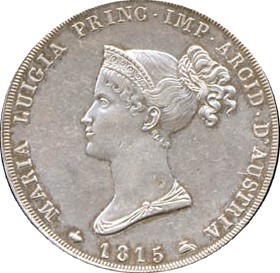
Moneta del ducato di Parma e Piacenza, raffigurante Maria Luisa d'Asburgo.

Maria Luigia dedicò anche un particolare interesse alla condizione femminile e nel settembre del 1817 inaugurò l'Istituto di maternità e la Clinica Ostetrica Universitaria. Pensò anche ai malati di mente, che fece trasferire in un ambiente ampio e confortevole, chiamato l'Ospizio dei Pazzerelli, che fu ubicato in un convento cittadino.
Nel 1830 nominò ministro delle Finanze Vincenzo Mistrali, che mantenne la carica fino alla morte nel 1846. Il nuovo ministro riuscì a riassestare una difficile situazione finanziaria, permettendo l'esecuzione di numerose opere pubbliche, tra cui i ponti sull'Arda, sul Nure e sul Trebbia. Ottenne inoltre dalla duchessa, che lo volle anche come consigliere di fiducia, di scorporare il suo appannaggio dall'erario dello Stato.
Nel 1831, a seguito dei moti rivoluzionari di febbraio e marzo, indirizzati più contro il suo primo ministro, l'odiato barone Joseph von Werklein impostole dal Metternich, la duchessa fu costretta ad abbandonare la capitale, che nel frattempo insediava un governo provvisorio affidandolo al conte Filippo Linati. Il 18 febbraio Maria Luigia decretò che fino a nuova disposizione si sarebbe stabilita, con il governo, a Piacenza. In questa città la sovrana venne accolta calorosamente, ma temendo una rappresaglia dei parmensi, si decise di rinforzare la cinta muraria. Maria Luigia chiese rinforzi militari al padre e in agosto le truppe austriache entrarono in Parma e ristabilirono l'ordine con la forza. Questo intervento militare permise alla sovrana di far ritorno nella capitale ribelle e tanto amata, ma stavolta, dal governo nuovamente insediato scomparve la figura del barone Werklein, dismesso dal ruolo di Primo Ministro e cacciato dal ducato.
(Da uno scritto della Duchessa di Parma - Maria Luigia d'Austria)

#### La duchessa più amata
Nell'immaginario piacentino e soprattutto parmense, Maria Luigia gode tuttora di un'aura di magnificenza, tanto da essere ricordata quale la reggente più amata dal popolo e il suo governo considerato tra i migliori della storia ducale.
A Parma si organizzano regolarmente ogni anno convegni e mostre che raccontano e documentano le opere della sovrana. Sulla tomba di Maria Luigia, nella Cripta dei Cappuccini a Vienna, vengono sempre deposte dai parmigiani in visita i fiori di violetta, uno dei simboli della città.

### Il ritorno dei Borbone, gli ultimi duchi

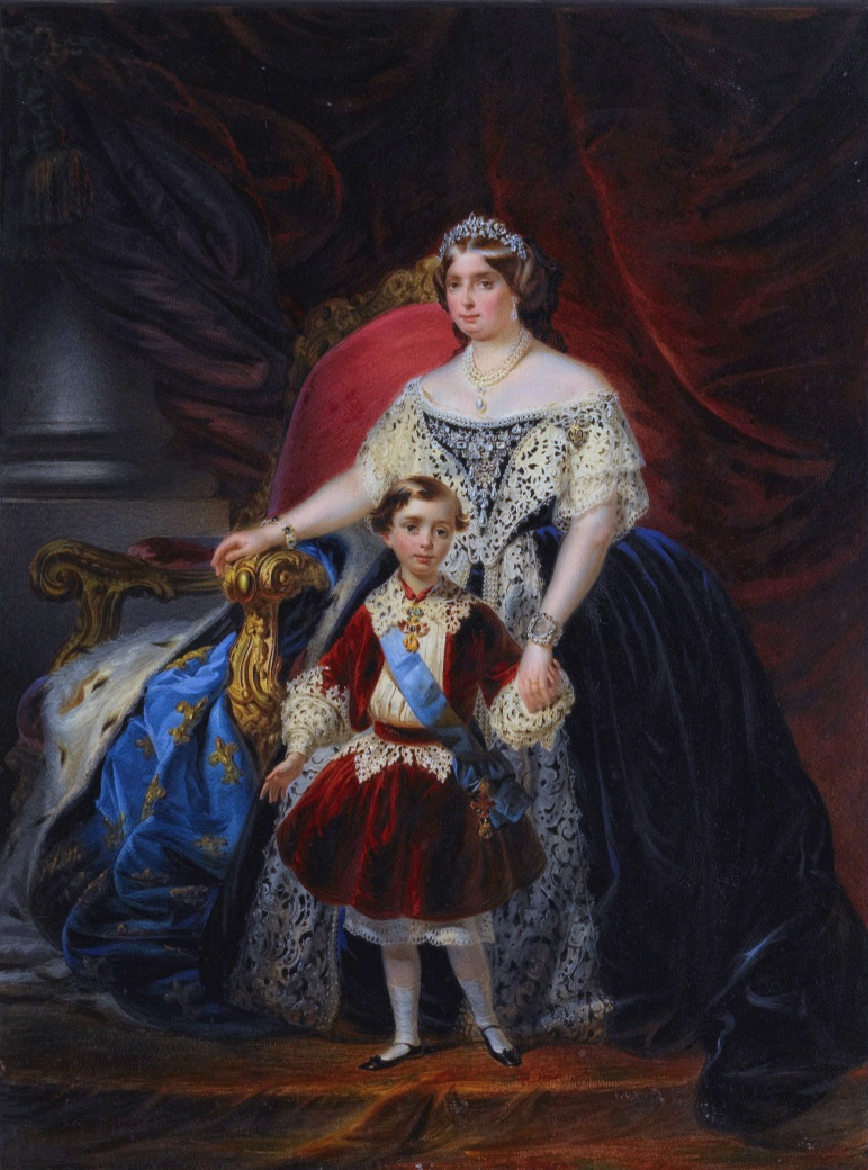
Luisa Maria d'Artois e suo figlio Roberto I. Luisa Maria fu l'ultima duchessa prima dell'annessione del ducato al Regno d'Italia. Negli ultimi cinque anni del ducato fu duchessa regnante.

Alla morte di Maria Luigia d'Austria, avvenuta nel 1847, il ducato venne riassegnato alla linea parmense dei Borbone. Carlo II nel frattempo, prima ancora di divenire duca, nel 1844, per risanare le proprie magre finanze e ripianare i debiti contratti da un tenore di vita dispendioso, aveva firmato un accordo segreto con il Duca di Modena, con il quale si impegnava a cedere al Ducato di Modena il territorio di Guastalla, incorporando però il circondario di Pontremoli dal Granducato di Toscana e ricavando una forte rendita in denaro. Da quel momento il ducato cambierà nome in Ducato di Parma, Piacenza e Stati annessi. I cittadini ducali, per nulla soddisfatti dello scambio tra la fertile terra di Guastalla e le montagnose zone di Pontremoli, arrivarono a storpiare il nome dello Stato in "Ducato di Parma, Piacenza e sassi annessi". Il nuovo duca fece pubblicare la convenzione con cui l'Austria si impegnava a intervenire a favore del trono parmense per sedare ogni tentativo di rivolta liberale.

## Dal 1848 alla fine del Ducato

### Moti del 1848
La reazione dei parmigiani sfociò nei moti del marzo 1848, che costrinsero Carlo II a collaborare addirittura con i Savoia e a cedere il potere alla Suprema Reggenza, un organo composto da notabili locali di ispirazione liberale e che mirava a proclamare la Costituzione. Carlo II fu costretto a fuggire da Parma, ritirandosi nel castello di Weistropp in Sassonia e questo allontanamento permise alla città, arringata dalle parole di Vincenzo Gioberti, di proclamare l'annessione al Piemonte il 17 maggio 1848 tramite un plebiscito. Su 39.703 votanti, ci furono 37.250 voti favorevoli e un editto dei Savoia proclamò l'annessione della parte parmense e del guastallese, poiché quella piacentina era già stata annessa con il precedente plebiscito del 10 maggio.
Con la sconfitta piemontese di Custoza e l'armistizio Salasco, venne ripristinato il ducato sotto il dominio degli austriaci e già un anno dopo i moti del '48 la situazione era tornata sotto controllo, a parte un breve ritorno delle truppe dei Savoia durante la seconda fase della guerra di Indipendenza. La ripresa della guerra tra Austria e Piemonte infatti permise alla città, abbandonata dai militari austriaci, di proclamare per la seconda volta l'annessione del ducato al Regno di Sardegna, ma la disfatta di Novara obbligò le truppe sabaude ad abbandonare nuovamente la capitale ducale.

### Dopo i moti
Il 24 marzo 1849 Carlo II abdicò a favore del figlio, che assunse il nome di Carlo III. Dopo un breve governo provvisorio austriaco, retto prima dal generale D'Aspre e successivamente dal barone Sturmer, il 25 agosto 1849 Carlo III assunse ufficialmente la reggenza e nel 1852 il ducato di Parma emise i suoi primi francobolli raffiguranti il giglio borbonico sormontato dalla corona ducale. Poco amato dalla popolazione, a causa delle spese militari eccessive, e dai liberali, Carlo III venne ferito mortalmente cinque anni dopo dal sellaio Antonio Carra. Il potere passò nelle mani del figlio Roberto I di Parma (1854-1859) ma la reggenza venne assicurata dalla madre Luisa Maria di Berry che soffocò nel sangue un'ennesima rivolta popolare.

## La fine del ducato
Nel maggio 1859, vi furono forti moti popolari per l'unione del ducato al regno sabaudo. Il 9 giugno 1859, la duchessa reggente Luisa Maria e il figlio Roberto I furono costretti ad abbandonare il ducato, non senza aver prima esposto il proprio disappunto tramite una lettera di protesta. 
Il 15 settembre 1859 venne dichiarata decaduta la dinastia borbonica, e il 30 novembre Parma entrò a far parte delle Regie province dell'Emilia, rette da Carlo Farini. Nel 1860 l'ex ducato passò tramite plebiscito al Regno di Sardegna e la città di Piacenza, che nel 1848 era stata la prima a votare per l'annessione allo stato sabaudo, meritò così il titolo di "Primogenita del regno d'Italia".

La fine del ducato fu per molti anni la causa di declino demografico, effetto della chiusura dello Stato e della corte ducale; il cambiamento di sistema provocò la perdita di molte attività economiche, causando un conseguente decadimento sociale ed economico. 
(Lettera di doglianza indirizzata al Ministero dell'interno scritta nel 1865 dal prefetto di Parma avv. Carlo Verga)

## Suddivisione amministrativa
Il ducato risultava suddiviso in cinque province e 105 comuni:
- Provincia di Parma
  - Comuni di Calestano, Ciano[12], Collecchio, Colorno, Corniglio, Cortile San Martino, Felino, Fornovo, Gattatico[12], Golese, Langhirano, Lesignano de' Bagni, Lesignano di Palmia, Marore, Mezzani, Monchio, Montechiarugolo, Neviano degli Arduini, Palanzano, Parma, Poviglio[12], Sala, San Donato, San Martino Sinzano, San Pancrazio, Sissa, Sorbolo, Tizzano, Torrile, Traversetolo, Trecasali, Vigatto
- Provincia di Piacenza
  - Comuni di Agazzano, Bettola[13], Borgonovo Val Tidone, Borgo San Bernardino, Calendasco, Caorso, Castel San Giovanni, Ferriere, Gossolengo, Gragnano, Morfasso, Mortizza, Nibbiano, Pecorara, Piacenza, Pianello, Coli, Podenzano, Pomaro, Ponte dell'Olio, Pontenure, Rivalta, Rivergaro, Rottofreno, Sant'Antonio, San Giorgio, San Lazzaro, Sarmato, Travo, Vicomarino, Vigolzone
- Provincia di Guastalla fino al 1847
  - Comuni di Guastalla, Luzzara, Reggiolo
- Provincia di Borgo Taro
  - Comuni di Albareto, Bardi, Bedonia, Berceto, Borgo Taro, Boccolo de' Tassi, Compiano, Solignano, Tornolo, Valmozzola, Varsi
- Provincia di Borgo San Donnino
  - Comuni di Alseno, Besenzone, Busseto, Borgo San Donnino, Cadeo, Carpaneto, Castell'Arquato, Castelvetro, Cortemaggiore, Fiorenzuola, Fontanellato, Fontevivo, Gropparello, Lugagnano, Medesano, Monticelli, Noceto, Pellegrino[14], Polesine, Polignano, Roccabianca, Salsomaggiore, San Secondo, Soragna, Varano de' Melegari, Vernasca, Villanova, Zibello
- Provincia di Pontremoli dal 1847
  - Comuni di Bagnone, Filattiera, Mulazzo, Pontremoli, Villafranca, Zeri

### Variazioni territoriali
Il territorio piacentino al 1796 comprendeva anche i territori di: Monticelli, al giorno d'oggi in provincia di Pavia; San Rocco, Mezzana, Guardamiglio, Fombio, Mezzano Passone e Caselle Landi, oggi in provincia di Lodi. Tutte queste località anticamente si trovavano a sud del Po, ma in seguito a devastanti piene il corso del fiume venne deviato. Caselle invece si ritrovò dalla parte opposta del Po in seguito allo spostamento artificiale dell'argine, avvenuto nel 1590. Tuttavia queste località rimasero parte del Ducato fino all'intervento francese, che le unì al Dipartimento dell'Alto Po della Repubblica Cisalpina nel 1798, con l'eccezione di Monticelli che venne aggregato al Regno Lombardo Veneto in seguito al Congresso di Vienna.
Il territorio fidentino invece comprendeva Brancere, Polesine con Gibello e Bosco anch'essi anticamente a sud del Po e in seguito a mutamenti dell'alveo fluviale, ritrovatesi dalla sponda opposta. La prime due località furono aggregate all'attuale provincia di Cremona nel 1798, l'ultima nel 1805.
Nel 1847 il territorio Guastallese e i comuni parmensi di Ciano, Gattatico e Poviglio passarono al Ducato di Modena, a seguito dell'applicazione del Trattato di Firenze del 1844. In cambiò il Ducato aggregò l'alta Lunigiana staccata in gran parte dal Granducato di Toscana, e in minor parte dal Ducato di Modena. Questo territorio costituì la nuova Provincia di Pontremoli.

## Sinossi dei governatori degli Stati di Parma, Piacenza e Guastalla

### 16 febbraio 1814 - 14 giugno 1814
Commissione amministrativa del Circondario di Parma
- Gallani P.L., 16 febbraio 1814 - 14 giugno 1814
- Barozzi Labaro, 16 febbraio 1814 - 14 giugno 1814
- Tarchioni Ferdinando, 16 febbraio 1814 - 14 giugno 1814

Commissione amministrativa del Circondario di Piacenza
- Gabbi Giuseppe, 16 febbraio 1814 - 14 giugno 1814
- Scotti Daniele, 16 febbraio 1814 - 14 giugno 1814
- Canepari, 16 febbraio 1814 - 14 giugno 1814

Commissione amministrativa del Circondario di Borgo S. Donnino
- Bergamini Marcantonio, 16 febbraio 1814 - 14 giugno 1814
- Ferrari Gian Francesco, 16 febbraio 1814 - 14 giugno 1814

Commissione di Borgotaro
- Ravazzoni Gaetano, 17 maggio 1814 - 14 giugno 1814 (delegato dal Governo Provvisorio a prendere possesso dei territori di Borgotaro, Berceto, Compiano).

### 15 giugno 1814 - 5 agosto 1814
Delegato della reggenza provvisoria in Parma
- Bondani Luigi, 15 giugno 1814 - 24 luglio 1814
- Cornacchia Ferdinando, 24 luglio - 5 agosto 1814

Delegato della reggenza provvisoria in Piacenza
- Anguissola Gian Battista, 15 giugno 1814 - 5 agosto 1814

Delegato della reggenza provvisoria in Guastalla
- Sanviti Decio, 15 giugno 1814 - 5 agosto 1814

Delegato della reggenza provvisoria in Borgo S. Donnino
- Cesarini Filippo, 15 giugno 1814 - 5 agosto 1814

Delegato della reggenza provvisoria in Borgotaro
- Picenardi Silvio, 15 giugno 1814 - 5 agosto 1814

### 6 agosto 1814 - 30 giugno 1821
Governatore di Parma e Guastalla
- Mistrali Vincenzo, 6 agosto 1814 - 30 giugno 1821

Governatore di Piacenza
- Cornacchia Ferdinando, 6 agosto 1814 - 7 settembre 1814
- Scotti Douglas conte Alberto, 8 settembre 1814 - 3 novembre 1814
- Maggi Gianbattista, 3 novembre 1814 - 28 dicembre 1816
- Scotti Douglas conte Alberto, 1º gennaio 1817 - febbraio 1818
- Bondani conte Luigi, 3 febbraio 1818 - 8 novembre 1818
- Nasalli conte Gaetano, 8 novembre 1818 - 30 giugno 1821

Delegato ducale del Valtarese [Istituito il 3 febbraio 1818]
- Picenardi Silvio, 3 febbraio 1818 - 30 giugno 1821

### 1º luglio 1821 - 8 giugno 1831
Delegato del Governo di Parma
- Mistrali Vincenzo, 1º luglio 1821 - 8 giugno 1831
- Pizzetti Ignazio, 15 marzo 1831 - 8 giugno 1831

Delegato del Governo di Piacenza
- Nasalli conte Gaetano, 30 giugno 1821 - 17 agosto 1825 [deceduto in carica]
- Bianchi cav. Luigi, 17 agosto 1825 - riconfermato con Sovrano Decreto il 17 febbraio 1831

### 9 giugno 1831 - 3 novembre 1849
Governatore di Parma
- Rugarli Alessandro, 10 giugno 1831 - 15 luglio 1849
- Dall'Asta Edoardo, 21 luglio 1849 - 3 novembre 1849

Governatore di Piacenza
- Bianchi cav. Luigi, 17 febbraio 1831 - 5 dicembre 1849
- Pallavicino Gianfranco, 5 dicembre 1846 - 3 novembre 1849

### 4 novembre 1849 - 15 giugno 1859
Governatore della provincia di Parma
- Dall'Asta Edoardo, 4 novembre 1849 - 9 giugno 1859

Governatore della provincia di Piacenza
- Pallavicino Gianfranco, 4 novembre 1849 - 3 maggio 1850
- Zileri Giulio, 3 maggio 1850 - 29 marzo 1854
- Cigala Fulgosi Francesco, 29 marzo 1854 - 1º maggio 1854
- Scotti Douglas Paolo, 1º maggio 1854 - 12 giugno 1859

### 15 giugno - 29 dicembre 1859
Intendente generale della Provincia di Parma
- Marco Domenico, 15 giugno - 30 agosto 1859
- Massari Stefano, 31 agosto - 20 settembre 1859
- Cavallini Gaspare, 26 settembre - 29 dicembre 1859

Intendente generale della Provincia di Piacenza
- Rocci Enrico, 15 giugno - 8 luglio 1859
- Visone Giovanni, 8 luglio - 12 agosto 1859
- Sbruzzi Cristoforo, 12 agosto - 21 settembre 1859
- Gongaza Guerrieri Anselmo, 21 settembre - 29 dicembre 1859

### 30 dicembre 1859
Intendente generale della Provincia di Parma
- Cavallini Gaspare, 30 dicembre 1859

Intendente generale della Provincia di Piacenza
- Guerrieri Anselmo Gonzaga, 30 dicembre 1859

## Esercito
L'11 giugno 1859, durante la seconda guerra d'indipendenza italiana, presso Gualtieri, nel territorio del confinante ducato di Modena e Reggio, le Truppe Reali Parmensi furono sciolte dal giuramento di fedeltà alla duchessa reggente.

## Unità di misura
Le unità di misura in vigore nel ducato erano le seguenti: 
- Lunghezze
  - Braccio = 12 once x 12 punti = 0,5452 m
  - Pertica = 6 braccia
  - Braccio di sete = 0,5878 m
  - Braccio di tela = 0,6395 m
- Superfici
  - Biolca = 72 tavole = 30,8144 aree = 3.081,439 m²
  - Tavola = 12 piedi = 42,80 m²
  - Piede = 144 once = 3,57 m²
  - Oncia = 0,29750 m²
  - Staio = 12 tavole x 4 pertiche al quadrato

Utilizzata anche oltre i confini dell'Emilia, la biolca era un'unità di misura molto differente tra una regione e l'altra, in quanto corrispondeva alla superficie che un paio di buoi poteva lavorare in un paio di giorni, ossia dai 3.000 ai 6.000 m².
- Capacità
  - Staio = 2 mine = 16 quartaroli = 47,040 litri
  - Brenta = 36 pinte x 2 boccali = 71,672 litri
- Pesi
  - Libbra = 12 once x 24 denari = 328 g
  - Rubbo = 25 libbre

## Ordini equestri
- Sacro imperiale angelico Ordine costantiniano di San Giorgio
- Ordine del merito sotto il titolo di San Lodovico
- Ordine di San Giorgio al merito militare

### Medaglie e decorazioni
- Medaglia dei Benemeriti del Principe e dello Stato
- Medaglia dei benemeriti della sanità pubblica
- Medaglia di anzianità per le reali truppe